# Päidla Räbi
Päidla Räbi (est. Räbi järv) – jezioro w Estonii,  w prowincji Valgamaa, w gminie Palupera. Należy do pojezierza Päidla (est. Päidla järved). Położone jest na północ od wsi Päidla. Ma powierzchnię 9,5 ha linię brzegową o długości 1577 m, długość 460 m i szerokość 180 m. Sąsiaduje z jeziorami Kalmejärv, Näkijärv, Päidla Mudajärv, Päidla Mõisajärv, Mõrtsuka, Nõuni, Päidla Uibujärv, Väike-Nõuni. Położone jest na terenie obszaru chronionego krajobrazu Otepää looduspark. Jezioro zamieszkują m.in.: leszcz, szczupak, wzdręga, płoć, okoń, lin.